# Kopeš
Kopeš je Egipatsko srpoliko oružje koje se razvilo iz bojnih sjekira, osobito epsilonske sjekire. Kopeš je uglavnom dug 50-60 cm iako postoje i manji primjerci. Isprva su bili od bronce, a kasnije od željeza. Nestao je iz upotrebe oko 1300. god. pr. Kr.
Jedino je vanjski zakrivljeni dio naoštren. Za razliku od sjekire od koje je potekao, kopeš se ne zabija već se njime siječe kao sabljom. Mnogi faraoni prikazani su s kopešom u ruci, a neki kopeši su pronađeni i u kraljevskim grobnicama, kao što su dva primjerka pronađena s Tutankamonom. Neke inačice kopeša nisu naoštrene, pa je moguće da su se koristili samo u ceremonijalne svrhe.